# 霍雷肖·霍恩布洛尔
浩瑞修·霍恩布洛尔是塞西尔·史考特·福里斯特创作的十一卷系列小说《霍恩布洛尔传奇》的主人公。这十一卷系列小说描绘了拿破仑战争期间霍恩布洛尔在英國皇家海军的职业生涯。这些小说依照故事发生的时间次序分列如下：
1. 《海军见习官霍恩布洛尔》，短篇小说集（Mr. Midshipman Hornblower ）
2. 《海军尉官霍恩布洛尔》，（ Lieutenant Hornblower）
3. 《霍恩布洛尔与急躁号》，（Hornblower and the Hotspur）
4. 《霍恩布洛尔与危机》，（Hornblower and the Crisis）
5. 《霍恩布洛尔与阿特罗波斯号》，（Hornblower and the Atropos）
6. 《快乐的返航》，（The Happy Return，在美国又称为Beat to Quarters）
7. 《战列舰》，（A Ship of the Line，在美国又称为Ship of the Line）
8. 《飞扬的神采》，（Flying Colours ）
9. 《海军准将霍恩布洛尔》，（Commodore Hornblower）
10. 《霍恩布洛尔勋爵》，（Lord Hornblower）
11. 《霍恩布洛尔在西印度群岛》，短篇小说集（Hornblower in the West Indies）

《快乐的返航》一书中描写了霍恩布洛尔是个数学老手，在依靠航位推测法导航的时代，他精确计算并完美地返航靠岸。尽管人们相信，在那种严重匮乏的情况下，肉体上的惩罚（被鞭打或罚进船底）是唯一维持纪律的方法；但他非常开明，反对采用肉体上的惩罚，在《霍恩布洛尔与急脾气》一书中，他设法让一个宣告有罪的船员逃脱了。虽然他几乎总是成功，但他仍然自认为缺乏阅历。他多少有些蔑视周围的人，包括他的妻子和好朋友布什船长，可他竭力掩饰他的蔑视。
霍恩布洛尔的功绩包括：在他晋升上尉考试时对抗西班牙火攻船；挽救一位得了精神分裂症的船长；负责安排纳尔逊的葬礼；在锡兰采珠人的帮助下重新发现了沉没的宝藏；出于外交原因将自己的船作为礼物送给两西西里王国国王。所有这些还仅仅是头5册书上的故事。
同弗雷德里克·马利埃特（Frederick Marryat）创作的萨维奇船长（Captain Savage）和帕特里克·欧布赖恩（Patrick O'Brian）创作的杰克·奥布里（Jack Aubrey）一样，通常认为霍恩布洛尔的原型是托马斯·考克瑞恩勋爵（Thomas Cochrane）。小说里霍恩布洛尔的功绩令人惊奇，历史上托马斯·考克瑞恩勋爵的功绩远比小说的描述还要多。
C·诺斯科特·帕金森（C. Northcote Parkinson）为霍恩布洛尔这个虚拟的人物写一本名叫《霍雷肖·霍恩布洛尔的生活与时代》的“传记”，该书于1970年发表。
《霍恩布洛尔传奇》第一至十卷由“望洋五号”翻译成中文版。电子版于2017年和2018年开始在台湾电子书网站 www.pubu.com.tw 发行。

## 银屏上的霍恩布洛尔
- 1951年，电影《霍雷肖·霍恩布洛尔船长》，由格里高利·派克饰演霍恩布洛尔。
- 1998年至今，电视系列剧霍恩布洛尔，由Ioan Gruffudd饰演霍恩布洛尔。